# Кіа Стівенс
Кіа Мішель Стівенс (англ. Kia Michelle Stevens; нар.4 вересня 1977) — американська професійна реслерка та акторка. Відома виступами в Total Nonstop Action Wrestling під сценічним ім'ям Неймовірна Конг (англ. Amazing Kong), і в WWE під ім'ям Карма (англ. Karma). Як акторка відома роллю Теммі Доусон у серіалі Netflix «Блиск».

## Фільмографія
| Рік       | Назва | Роль                              | Примітки     |
| --------- | ----- | --------------------------------- | ------------ |
| 2017–досі | Блиск | Таммі «The Welfare Queen» Доусон. | 20+ епізодів |